# The Astonishing
The Astonishing é o décimo terceiro álbum de estúdio da banda estadunidense de metal progressivo Dream Theater. Foi lançado como um álbum duplo em 29 de janeiro de 2016 pela Roadrunner Records. Com 2 horas e 10 minutos, é o álbum de estúdio mais longo da banda, e também com maior número de faixas (34 no total). Também é o 2º álbum (desde When Dream and Day Unite) a não ter faixas com mais de 10 minutos. A história e conceito foram criadas por John Petrucci.

## Antecedentes
Em meados de 2013, o guitarrista John Petrucci começou a escrever uma história para um álbum conceitual, apresentando-a ao resto da banda cerca de um ano depois. A banda e a gravadora se mostraram receptivos à ideia. Petrucci comentou isso dizendo: "Todo mundo tinha o "vai nessa" mentalmente. E desde o primeiro encontro que tivemos com Dave Rath na Roadrunner, quando eu apresentei isso e até disse o título, ele ficou 100% dentro. O envolvimento de todo mundo na Roadrunner foi absolutamente inacreditável, tão apoiador. Meio que acendeu o nerd secreto em todos nós que amamos esse tipo de coisa, porque é divertido, é diferente."
A música do álbum começou a ser escrita em janeiro de 2015 no Estúdio Cove City Sound em Long Island, Nova Iorque, onde a banda também gravou seus dois álbuns anteriores. John e o tecladista Jordan Rudess escreveram a maior parte do material enquanto que o compositor David Campbell os ajudou com aspectos da orquestração como as linhas das cordas e corais; Dave mais tarde disse a John que foi o maior projeto em que ele já havia trabalhado. Em agosto, o vocalista James LaBrie começou a gravar suas partes. Cantando como múltiplos personagens, ele se deu a missão de criar interpretações únicas de cada um, com John oferecendo-o conselhos e observações esporadicamente. Em julho, a banda pausou as atividades em estúdio para fazer alguns shows na Europa, mas continuaram a escrever enquanto estavam caindo na estrada. As gravações foram completadas ao final de setembro, com a mixagem começando no mês seguinte.

## Conceito e enredo
A história The Astonishing se passa no futuro, no ano 2285. É centrada em um bando de rebeldes que tentam derrubar um império opressor, com a musica desempenhando um papel central. Em janeiro de 2016, todos os personagens haviam sido revelados: Imperador Nafaryus, Imperatriz Arabelle, Daryus e Faythe do Grande Império do Norte; Evangeline, Gabriel, Arhys e Xander da Milícia Rebelde Ravenskill.

## Divulgação e lançamento
O Dream Theater começou a campanha de marketing para The Astonishing em outubro de 2015, convidando visitantes do site oficial deles a escolherem entre a mala direta do "The Great Northern Empire" ou a do "The Ravenskill Rebel Militia". Os registrantes eram então avisados sobre as novidades postadas no perfil no Twitter do lado que escolheram. No começo de novembro, a banda anunciou o título do álbum e lançaram um site promocional que sugeria que se trataria de um álbum conceitual. O site pouco a pouco foi revelando elementos da história do álbum, incluindo personagens, mapa e a lista de faixas. No mesmo mês, anunciaram algumas datas de uma turnê europeia para o início de 2016, e que o álbum seria tocado na íntegra. Em dezembro, foi anunciado que o álbum seria lançado em 29 de janeiro, com várias edições especiais sendo colocadas em pré-venda, incluindo uma versão de luxo com um modelo de NOMAC (algo referente ao álbum e citado no título de uma faixa e no site oficial) em 3D feito a mão.

## Lista de faixas
De acordo com o site oficial do álbum, todas as letras foram escritas por John Petrucci e  todas as músicas foram compostas por Petrucci e Jordan Rudess.
| Ato I          |                                        |         |  |
| N.º            | Título                                 | Duração |  |
| 1.             | "Descent of the NOMACS (Instrumental)" | 1:10    |  |
| 2.             | "Dystopian Overture (Instrumental)"    | 4:50    |  |
| 3.             | "The Gift of Music"                    | 4:00    |  |
| 4.             | "The Answer"                           | 1:52    |  |
| 5.             | "A Better Life"                        | 4:39    |  |
| 6.             | "Lord Nafaryus"                        | 3:28    |  |
| 7.             | "A Savior in the Square"               | 4:13    |  |
| 8.             | "When Your Time Has Come"              | 4:19    |  |
| 9.             | "Act of Faythe"                        | 5:00    |  |
| 10.            | "Three Days"                           | 3:44    |  |
| 11.            | "The Hovering Sojourn (Instrumental)"  | 0:27    |  |
| 12.            | "Brother, Can You Hear Me?"            | 5:11    |  |
| 13.            | "A Life Left Behind"                   | 5:49    |  |
| 14.            | "Ravenskill"                           | 6:01    |  |
| 15.            | "Chosen"                               | 4:32    |  |
| 16.            | "A Tempting Offer"                     | 4:19    |  |
| 17.            | "Digital Discord (Instrumental)"       | 0:47    |  |
| 18.            | "The X Aspect"                         | 4:13    |  |
| 19.            | "A New Beginning"                      | 7:40    |  |
| 20.            | "The Road to Revolution"               | 3:45    |  |
| Duração total: | Duração total:                         | 78:59   |  |

| Ato II         |                                  |         |  |
| N.º            | Título                           | Duração |  |
| 1.             | "2285 Entr'acte (Instrumental)"  | 2:20    |  |
| 2.             | "Moment of Betrayal"             | 6:11    |  |
| 3.             | "Heaven's Cove"                  | 4:19    |  |
| 4.             | "Begin Again"                    | 3:54    |  |
| 5.             | "The Path That Divides"          | 5:09    |  |
| 6.             | "Machine Chatter (Instrumental)" | 1:03    |  |
| 7.             | "The Walking Shadow"             | 2:58    |  |
| 8.             | "My Last Farewell"               | 3:44    |  |
| 9.             | "Losing Faythe"                  | 4:13    |  |
| 10.            | "Whispers on the Wind"           | 1:37    |  |
| 11.            | "Hymn of a Thousand Voices"      | 3:38    |  |
| 12.            | "Our New World"                  | 4:12    |  |
| 13.            | "Power Down (Instrumental)"      | 1:25    |  |
| 14.            | "Astonishing"                    | 5:51    |  |
| Duração total: | Duração total:                   | 50:34   |  |

## Créditos
Dream Theater
- James LaBrie – vocais
- John Petrucci – guitarra, produção
- Jordan Rudess – teclados
- John Myung – baixo
- Mike Mangini – bateria, percussão

Músicos convidados
- Eric Rigler - gaita de fole em "The X Aspect"
- FILMharmonic Orchestra (Regência: Richard Fiocca)
- Pueri Cantores - coral infantil
- Millenium Choir - coro clássico
- Fred Martin and the Levite Camp - coro gospel

Produção
- Richard Chycki – engenharia e mixagem
- Jie Ma - capa
- Cenda Kotzmann - técnico de estúdio[17]
- Gary Chester - engenheiro de som
- David Campbell - arranjos de orquestra e de coral
- James "Jimmy T" Meslin - assistente técnico
- Dave Rowland & Jason Staniulius - assistentes de mixagem
- Ted Jensen - masterização

## Desempenho comercial
| Paradas musicais (2016)               | Melhor posição |
| ------------------------------------- | -------------- |
| Austrália (ARIA)                      | 10             |
| Áustria (Ö3 Austria Top 40)           | 6              |
| Brasil (ABPD)                         | 7              |
| Bélgica (Ultratop Flandres)           | 12             |
| Bélgica (Ultratop Valônia)            | 16             |
| Canadá (Billboard)                    | 8              |
| Dinamarca (Hitlisten)                 | 37             |
| Países Baixos (Dutch Charts)          | 4              |
| Finlândia (Suomen virallinen lista)   | 2              |
| França (SNEP)                         | 13             |
| Alemanha (Offizielle Deutsche Charts) | 5              |
| Grécia (IFPI)                         | 7              |
| Hungria (MAHASZ)                      | 2              |
| Irlanda (IRMA)                        | 87             |

| Paradas musicais (2016)                  | Melhor posição |
| ---------------------------------------- | -------------- |
| Itália (FIMI)                            | 3              |
| Japão (Oricon)                           | 10             |
| Nova Zelândia (RMNZ)                     | 17             |
| Norwegian Albums (VG-lista)              | 2              |
| Polónia (ZPAV)                           | 11             |
| Portugal (AFP)                           | 3              |
| South Korean Albums (Gaon)               | 24             |
| South Korean Albums International (Gaon) | 1              |
| Espanha (PROMUSICAE)                     | 8              |
| Suécia (Sverigetopplistan)               | 3              |
| Suíça (Schweizer Hitparade)              | 5              |
| Taiwanese Albums (Five Music)            | 7              |
| Reino Unido (Official Albums Chart)      | 11             |
| Estados Unidos (Billboard 200)           | 11             |